# 叔孙豹
叔孙豹（？—前538年），姬姓，叔孙氏第5代宗主，名豹，谥穆，又被称为穆叔、叔孙穆子，是叔孙得臣的儿子，叔孙虺和叔孙侨如的弟弟。前575年，叔孙侨如与鲁成公的母亲穆姜私通，想要除掉季文子和孟献子而夺取他们的家产。穆姜要求鲁成公驱逐季文子和孟献子，鲁成公正在參加鄢陵之战。但最后結果叔孙侨如被驅逐，其弟叔孫豹从齐国回國嗣位。叔孙豹多次參加晉國為盟主的會盟，前559年，十三國聯軍討伐秦國，前549年，出使晉國，范宣子與他談論不朽。他說：“豹闻之，太上有立德，其次有立功，其次有立言，虽久不废，此之谓不朽。”（三不朽）前546年，他代表魯國到宋國，與晉國的趙武、楚國的屈建（子木）等人舉行弭兵之會，前538年，他與庚宗女生的兒子竖牛害死了他和齊女生的兒子孟丙、仲壬，不送食物給叔孙豹。十二月廿八乙卯日，叔孙豹去世，竖牛立其弟叔孙婼為宗主。

## 家庭
- 父，叔孫庄叔
- 兄，叔孫虺
- 兄，叔孫僑如

- 妻，齊女國姜，叔孫豹在齊國時的正妻，後改嫁公孫明。生嫡長子孟丙、與子仲壬。

- 庶長子，竖牛
- 子，孟丙
- 子，仲壬
- 子，叔孙婼，母不詳。